# Hjalmar Thuren
Hjalmar Lauritz Thuren, född den 10 september 1873 i Köpenhamn, död där den 13 januari 1912, var en dansk musikhistoriker. Han var son till arkitekten Christian L. Thuren. 
Thuren blev 1898 teologie kandidat och var 1899–1907 lärare vid Frederiksbergs kommunala skolor. Efter en resa till Färöarna för att insamla folkmelodier utgav han Dans og Kvaddigtning paa Færøerne (1901) och Folkesangen paa Færøerne (1908). Thuren skrev också om eskimåernas musik i Meddelelser om Grønland (1914) och en avhandling om Naumanns opera Orpheus og Euridice.